# 갈고리풀과
갈고리풀과(Bonnemaisoniaceae)는 진정홍조강 지누아리목에 속하는 홍조식물과의 하나이다. 6속 25종으로 이루어져 있다. 바다고리풀(Asparagopsis taxiformis), 참갈고리풀(Bonnemaisonia hamifera), 나도꿩꼬리(Delisea pulchra), 제주나도꿩꼬리(Ptilonia okadae) 등을 포함하고 있다.

## 하위 속
- Asparagopsis
- Bonnemaisonia
- Delisea
- Leptophyllis
- Pleuroblepharidella
- Ptilonia